# Gyula Szepesy
Gyula Szepesy (ur. 1913 w Dömsöd, zm. 2001 w Budapeszcie) – węgierski językoznawca. 
Doktoryzował się w 1939 r. na podstawie rozprawy Az isten-adta-féle szerkezetek a finnugor nyelvekben. Był autorem licznych artykułów naukowych, publikowanych na łamach czasopism: „Magyar Nyelv”, „Magyar Nyelvőr”, „Édes Anyanyelvünk”. Książkę Nyelvi babonák (1986) poświęcił mitom językowym spotykanym na gruncie węgierskim. Tworzył także przekłady z łaciny.
Był poliglotą. Władał ok. 20 językami. Zmarł w styczniu 2001 roku.

## Wybrana twórczość
- Az isten-adta-féle szerkezetek a finnugor nyelvekben (1939, 1978)
- Isten-adta, madár-látta (1982)
- Nyelvi babonák (1986)